# Jessy Dixon
Jessy Dixon (12 martie 1938 - 26 septembrie 2011) a fost un cântăreț de muzică gospel, compozitor și pianist. S-a născut în San Antonio, Texas si concertat în Europa mai mult decât oricare alt artist american, muzica lui îmbinând influențe blues, gospel și bluegrass. Este compozitorul unora dintre hiturile muzicii gospel: "You Bring The Sun Out", "I Am Redeemed”, "I Love To Praise Him" sau “It's Alright Now". Cele peste 20 de albume înregistrate i-au adus 7 nominalizări Grammy, 5 discuri de aur și colaborări cu Mahalia Jackson, Paul Simon, Diana Ross, Albertina Walker, James Cleveland sau Bill Gaither.
Jessy Dixon a compus prima piesă la doar 5 ani. Total neobișnuit pentru un copil de culoare, și-a început studiile cu muzica clasică, acest lucru punându-și definitiv amprenta asupra stilului său interpretativ. A fost remarcat foarte devreme de Mahalia Jackson care avea să-l invite ca pianist în concertele ei.
Primele apariții remarcabile ca interpret au fost în New York la Appollo Theater, Carnegie Hall și Radio City Music Hall. Invitația de a canta în cadrul Newport Jazz Fesival avea însă să îi schimbe cariera defintiv. Jessy și grupul său vocal The Jessy Dixon Singers au încântat audiența care i-a bisat de 4 ori! În urma acestei apariții avea să fie sunat de Paul Simon, care entuziasmat de interpretare, îl va invita în turneu.
Colaborarea strânsă dintre Jessy Dixon și Paul Simon va dura mai bine de opt ani, concretizandu-se în două albume gold "Live Rhymin" și "Still Crazy After all These Years", concerte în toată lumea și apariții TV (Saturday Night Live,The Oprah Winfrey Show sau HBO specials). "Live Rhymin" este urmarea a două concerte istorice ținute la Royal Albert Hall care au însemnat mai multe premiere notabile pentru Paul Simon, dintre care cea mai importantă este legată de mutarea dinspre stilul folk care l-a consacrat și fascinația evidentă pentru armoniile gospel care aveau să se regăsească în aranjamentele multora dintre piesele lui.
Paul Simon descrie astfel colaborarea cu artistul: "Jessy are un dar muzical unic și plin de exuberanță. Chiar dacă dintotdeauna mi-a placut muzica gospel, anii în care am fost alături de Jessy au facut ca aprecierea mea pentru acest stil de muzică să crească tot mai mult!" În mai 2007 a fost invitat să susțină un recital alături de Stevie Wonder, Alison Krauss și Marc Anthony la decernarea Premiului Gershwin acordat de Congresul American lui Paul Simon pentru cele mai semnificative contribuții la muzica populară americană.
Legendarul Andrae Crouch a fost cel care avea să-i propună prima inregistrare solo, "It's All Right Now" fiind albumul de debut solistic al artistului. Succesul inregistrat a făcut ca să urmeze "You Bring The Sun Out," și "Satisfied Live".
Multe dintre compozițiile lui Jessy Dixon au fost înregistrate sau interpretate de-a lungul timpului de muzicieni consacrați precum Mahalia Jackson, Cher, Natalie Cole, Diana Ross, Queen Latifah, Bill Gaither, Walter Hawkins, Randy Crawford, James Cleveland, Kirk Franklin, Donnie McClurkin și mulți alții.
Una dintre cele mai răsunătoare compoziții gospel din toate timpurile este "I Am Redeemed", scrisă în 1993. De la "Precious Lord, Take My Hand" a lui Thomas Dorsey, nici o altă piesă n-a mai avut un asemenea impact la audiență, rămînînd în topurile gospel vreme de 5 ani.
Recent, compoziția "I Love To Praise His Name" a fost nominalizată la premiile Dove pentru cel mai inregistrat cântec gospel al anului 2008.